# 普卢万
普卢万（法語：Plouvain，法語發音：[pluvɛ̃]）是法国上法蘭西大區加来海峡省的一个市镇，属于阿拉斯区。

## 地理
普卢万（50°18'23"N, 2°55'32"E）面积2.41 平方千米，位于法国上法蘭西大區加来海峡省，该省份为法国北部沿海省份，西北濒北海，南至索姆省，东临北部省。
与普卢万接壤的市镇（或旧市镇、城区）包括：比亚什圣瓦斯特、加夫雷勒、佩尔沃、勒村。

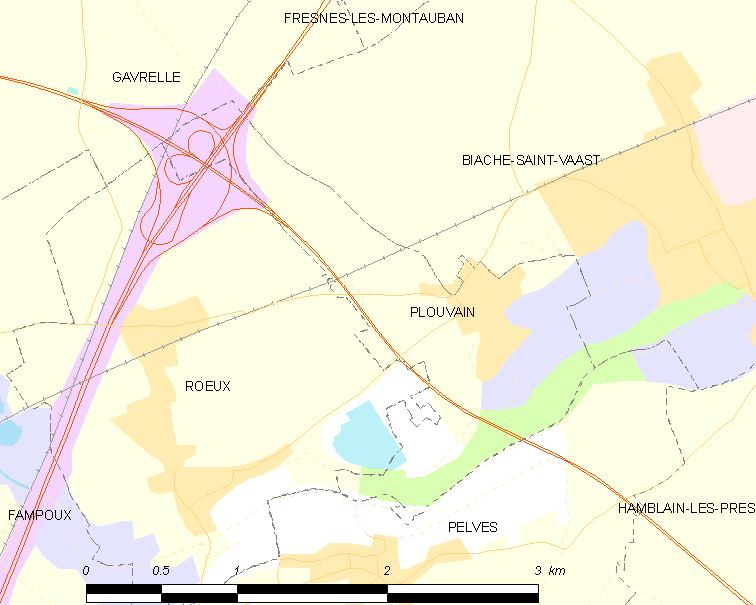
普卢万的OSM定位图

普卢万的时区为UTC+01:00、UTC+02:00（夏令时）。

## 行政
普卢万的邮政编码为62118，INSEE市镇编码为62660。

## 政治
普卢万所属的省级选区为布勒比耶尔县。

## 人口

1962-2008年间普卢万人口变化图示

普卢万于2022年1月1日时的人口数量为454人。